# Chronologie de la crise politico-militaire en Côte d'Ivoire
 (mars 2009).
Si vous disposez d'ouvrages ou d'articles de référence ou si vous connaissez des sites web de qualité traitant du thème abordé ici, merci de compléter l'article en donnant les références utiles à sa vérifiabilité et en les liant à la section « Notes et références ».
Cet article consiste en une chronologie détaillée de la crise politico-militaire en Côte d'Ivoire, du putsch du 19 septembre 2002 jusqu'aux accords de Ouagadougou (le quatrième et dernier signé le 2 décembre 2008).

## 2002
Le 19 septembre, une tentative de coup d'État a lieu de manière simultanée à Abidjan, Bouaké et Korhogo. Les rebelles, au nombre de 750, échouent à prendre la ville d'Abidjan mais les principales grandes localités de la moitié nord du pays, Bouaké et Korhogo, tombent entre leurs mains. Le ministre de l'Intérieur Émile Boga Doudou et le général Guéï sont assassinés à Abidjan. Alassane Ouattara et Moïse Lida Kouassi, ministre de la Défense, échappent à des tentatives d'assassinat.
Le 22 septembre, l'armée française intervient pour protéger et évacuer les ressortissants français et étrangers, c'est le début de l'opération Licorne. Des renforts (environ cent hommes) sont envoyés pour appuyer le 43e BIMa. Dans les jours qui suivent, une zone coupant le pays en deux est établie par les militaires français, la Zone de confiance. Cela stoppe net la progression des rebelles qui voulaient reprendre l'offensive sur Abidjan. Le sud du pays reste sous contrôle de gouvernement ivoirien.
Du 25 au 27 septembre, les militaires français évacuent 2 100 étrangers de Bouaké, deuxième ville du pays passée sous le contrôle des rebelles.
28 septembre : Abidjan demande l'application l'accord de défense de 1961 avec la France. La France refuse d'activer cet accord en indiquant qu'elle considérait qu'il s'agit d'une affaire intérieure. Toutefois, Paris apporte son soutien au camp gouvernemental sur le plan logistique.
Le 29 septembre, les chefs d'État de la CEDEAO s'engagent au cours d'un sommet extraordinaire à Accra à œuvrer pour un cessez-le-feu (accord d'Accra I) et créent un « groupe de contact »,.
Les 6 et 7 octobre, le MPCI est attaqué à Bouaké par les forces gouvernementales mais parvient à les repousser. Le MPCI exécute une soixantaine de gendarmes loyalistes et plusieurs dizaines de leurs enfants à Bouaké.
Le 8 octobre, Laurent Gbagbo, qui souhaitait avoir l'appui de la France sur le théâtre des opérations, parle de la montée d'un « sentiment anti-français » et demande aux Ivoiriens de « laisser les Français tranquilles ».
Le 17 octobre, un cessez-le-feu est signé à Bouaké par le MPCI (branche politique de la rébellion) sous l'égide du groupe de contact de la CEDEAO. Le président Gbagbo l'accepte et demande à la France de contrôler le cessez-le-feu.
Le 22 octobre, des renforts sont envoyés par la France pour contrôler le cessez-le-feu.
Le 23 octobre, le président togolais Gnassingbé Eyadéma est désigné coordinateur de la médiation.
Le 30 octobre, les premières négociations directes débutent à Lomé entre les délégations du gouvernement et celles des rebelles du MPCI, conduite par Guillaume Soro.
Le 31 octobre, le Conseil de sécurité fait une déclaration.
Le 27 novembre, le ministre français des Affaires étrangères Dominique de Villepin est en visite en Côte d'Ivoire ; des manifestations hostiles à la France ont lieu à Abidjan ; au cours de cette visite, Alassane Ouattara est évacué par les forces françaises.
Le 28 novembre, deux nouveaux mouvements rebelles soutenus par Charles Taylor s'emparent de la zone ouest du pays, proche du Liberia : le Mouvement populaire ivoirien du grand ouest (MPIGO) et le Mouvement pour la justice et la paix (MJP). Ils revendiquent la prise des villes de Man et de Danané.
Le 5 décembre, un charnier de 120 cadavres est découvert par l'armée française à Monoko-Zohi, quelques jours après le départ des forces gouvernementales de cette petite localité. La plupart des personnes tuées étaient des ressortissants de pays étrangers.
Le 9 décembre, Diomandé Soualiho, secrétaire général de la Jeunesse de l’union pour la démocratie et pour la paix, et Souleymane Coulibaly, son vice-président, sont enlevés. Ils ne seront jamais retrouvés.
Durant tout le mois de décembre et le début 2003, plusieurs accrochages avec les rebelles dans la Zone de confiance font plusieurs morts dans les rangs de ces derniers et plusieurs blessés au sein de l'armée française.

## 2003
Le 3 janvier, le ministre des Affaires étrangères de Villepin, venu s'entretenir à Abidjan avec le président Gbagbo, est bloqué pendant près d'une heure à l'intérieur de l'enceinte de la résidence de ce dernier par des manifestants hurlant des slogans hostiles à la France.
Le 24 janvier, sous l'égide de la France et en position de faiblesse, Laurent Gbagbo signe en présence du secrétaire général des Nations unies Kofi Annan, un accord à Linas-Marcoussis, en France (voir l'article accord de Linas-Marcoussis).
Les 25 et 26 janvier, des manifestants descendus à l'appel des organisations de « jeunes patriotes », proches du président Gbagbo, attaquent l'ambassade de France, pillent le centre culture et assaillent des enseignes identifiées comme françaises ou encore le lycée international Jean-Mermoz. Le camp militaire français est lui-même assiégé toute la nuit par plus de 400 manifestants. A la demande du président Chirac, Laurent Gbagbo lance un appel au calme.
Le 4 février, des manifestations anti-françaises éclatent à Abidjan pour protester contre l'accord signé. Vote de la résolution 1464 autorisant pour 6 mois renouvelables le déploiement de militaire français et de la CEDEAO, pour favoriser le retour à une situation stable.
Le 7 mars, signature de l'accord d'Accra II pour tenter de relancer le processus de Marcoussis.
Le 27 février, Amnesty International accuse le MPCI du massacre à Bouaké d'une soixantaine de gendarmes et de leurs enfants le 6 octobre 2002.
Le 8 mars, les Nations unies estiment à 400 000 le nombre d'Ivoiriens qui ont fui les combats à l'étranger, et à 800 000 ceux qui ont été déplacés à l'intérieur du pays.
Le 20 mars, le gouvernement est officiellement nommé.
Le 3 avril, les ministres issus des trois mouvements rebelles ivoiriens participent à un conseil des ministres à Yamoussoukro, sous la surveillance conjointe de militaires de l'opération Licorne, de la force de paix ouest-africaine et de soldats ivoiriens.
Le 17 avril, Seydou Diarra, Premier ministre réunit le premier conseil des ministres du gouvernement d'union nationale présidé par le Président Laurent Gbagbo. Neuf ministres issus de la rébellion y participent.
Juin 2003, un projet de loi portant amnistie générale est déposé.
Le 4 juillet, la fin de la guerre civile est officiellement proclamée.
Le 6 août 2003, la loi d’amnistie est votée par le parlement ivoirien
Le 23 août, Ibrahim Coulibaly dit IB du MPCI est interpellé dans un grand hôtel parisien par la police française.
Le 25 août, deux militaires français vers Béoumi (60 km à l'ouest de Bouaké) sont tués lors d'une attaque de plusieurs membres incontrôlés des Forces nouvelles (FN).
Le 27 août, le juge antiterroriste Jean-Louis Bruguière met en examen IB  pour « appartenance à une association de malfaiteurs en relation avec une entreprise terroriste » et pour « recrutement spécial de mercenaires ».
Le 16 septembre, la cour d’appel de Paris décide de mettre en liberté sous contrôle judiciaire le sergent-chef Ibrahim Coulibaly mais l'astreint à ne pas quitter la France, à aller pointer toutes les semaines dans un commissariat et à s’abstenir de communiquer avec ses complices présumés.
Le 24 septembre 2003, l’agence de la Banque centrale des Etats de l’Afrique de l’Ouest (BCEAO) à Bouaké, sous le contrôle des rebelles de Guillaume Soro, est victime d'un hold-up qui dure trois jours durant lesquels tous les coffres de la banque sont ouverts et entièrement vidés de leur contenu. Cet événement est désigné comme le « casse de la BCEAO ».
Le 21 octobre, le journaliste Jean Hélène, correspondant de Radio France international (RFI) en Côte d'Ivoire, est tué par un policier ivoirien. Celui-ci sera condamné à 17 ans de prison ferme pour ce meurtre.
Le 29 novembre, l'armée française stoppe des troupes rebelles qui tentaient de franchir la ligne de cessez-le-feu.
Le 7 décembre 2003, 40 militaires ivoiriens libérés par les Forces Armées des Forces Nouvelles sont remis au Comité International de la Croix-Rouge (CICR) à Korhogo et à Bouaké.

## 2004
Le 4 janvier, il est révélé par l'armée française que 4 militaires français de l'opération Licorne sont accusés d'avoir volé, fin septembre 2003, l'équivalent de 58 000 euros dans une succursale de la Banque centrale des États de l'Afrique de l'Ouest (BCEAO) à Bouaké. Ils ont profité du cambriolage réalisé par plusieurs rebelles pour s'emparer d'un sac qui restait.
Le 5 février, Laurent Gbagbo en visite à Paris, se déclare « Heureux et comblé » et que « Tout est au beau fixe » entre la France et la Côte d'Ivoire.
Le 27 février, la mission de la paix Opération des Nations unies en Côte d'Ivoire (ONUCI) est formée par l'ONU.
Le 4 mars, le PDCI suspend sa participation au gouvernement.
Le 25 mars, une marche pacifique organisée pour protester contre le blocage de l'accord de Marcoussis est réprimée violemment par les forces gouvernementales et la gendarmerie (dirigée par Georges Guiai Bi Poin) ivoiriennes, ainsi que par les milices de l'Alliance des jeunes patriotes. L'ONU estime le 6 mai que le bilan est d'au moins 120 morts, et 20 disparus. Les Jeunes patriotes continuent leurs violences durant plusieurs jours, dénoncées par plusieurs rapports d'organismes de défense des droits de l'homme.
Le 4 avril, les Casques blancs passent sous mandat de l'ONU et deviennent des Casques bleus.
Le 16 avril, le journaliste indépendant franco-canadien Guy-André Kieffer disparaît mystérieusement à Abidjan. Les soupçons se portent vers des responsables proches du pouvoir et de la finance ivoiriens. Michel Legré est inculpé fin mai pour enlèvement, séquestration et assassinat. Il met en cause M. Kadet, ancien ministre de la Défense, et conseiller de Laurent Gbagbo ; le pasteur Moïse Koré, « conseiller spirituel » et homme de confiance de Laurent Gbagbo ; et Aubert Zohoré, directeur de cabinet du ministère de l'Économie et des Finances. Aucune de ces personnes n'a répondu aux convocations du juge français, et la justice ivoirienne n'a rien fait pour qu'ils répondent de ces accusations. M. Kadet a porté plainte pour diffamation contre Michel Legré.
Le 7 juin, plusieurs membres incontrôlés des Forces nouvelles (FN), attaquent des positions des forces françaises et ivoiriennes à Gohitafla. On recense 5 morts dans l'armée ivoirienne (FANCI) et plusieurs blessés dont 2 militaires français. À Abidjan, des partisans de Laurent Gbagbo manifestent devant l'ambassade de France puis commencent une chasse aux Blancs dans la ville. Ces violences sont condamnées par Laurent Gbagbo.
Le 23 juin, Habib Dodo, secrétaire général de l'organisation de la Jeunesse communiste de la Côte d'Ivoire (JCOCI), est assassiné par des membres de la FESCI.
Le 25 juin, un militaire français est tué dans son véhicule par un soldat des FANCI près de Yamoussoukro.
Les 29 et 30 juillet, les chefs d'État africains de la CEDEAO, réunis à Accra (Ghana), parviennent à faire signer aux représentants des différents partis de Côte d'Ivoire et au président Gbagbo, l'accord d'Accra III. Ils reprennent les mesures de l'accord de Marcoussis et fixent un calendrier de désarmement des milices paramilitaires et des rebelles.
Les 20 et 21 juin, les partisans du sergent-chef Ibrahim Coulibaly, dit « IB » attaquent les positions du Mouvement patriotique de Côte d’Ivoire (MPCI) à Bouaké et Korhogo,
Durant le mois de juillet, l'ONUCI découvre à Korhogo, dans le nord du pays sous contrôle rebelle, trois charniers contenant au moins 99 corps.
En septembre, la France demande à Israël d'éclaircir son rôle en Côte d'Ivoire ; Israël maintient en effet 46 conseillers militaires à Abidjan depuis deux ans, et fournit du matériel militaire au gouvernement.
Le 20 septembre, 12 militaires français de l'opération Licorne sont arrêtés et extradés en France pour être jugés du vol de l'équivalent de 100 000 euros dans une succursale de la Banque centrale des États d'Afrique de l'Ouest à Man, à l'ouest d'Abidjan.

### Fin du processus de Marcoussis
Selon l'accord d'Accra III, les mesures législatives devant permettre la résolution du conflit auraient dû être promulguées le 30 septembre. Seules trois l'ont été effectivement.
Le 11 octobre, les forces de l'ONU tirent sur la population qui se dirigeait vers l'aéroport et font 30 morts et une centaine de blessés. Cette attaque et les pillages marquent la fin du processus de Marcoussis. Les Forces nouvelles annoncent qu'elles refusent de déposer les armes le 15 octobre, comme prévu dans l'accord d'Accra III. L'Alliance des jeunes patriotes n'en fait rien non plus.
Le 28 octobre, l'état d'urgence est décrété dans le nord du pays par les Forces nouvelles.
Dans les premiers jours de novembre, les médias ivoiriens notent un renforcement du recrutement et des sessions de formation militaire des milices de l'Alliance des jeunes patriotes.
Le 1er novembre, Jules YaoYao, porte-parole des Fanci, annonce que l’armée a fermé les deux routes du Nord mais assure qu'il n'y a aucune "velléités de guerre".
Le 2 novembre, l’ambassadeur de France Gildas Le Lidec et le général Poncet se rendent chez le président Gbagbo, . officiellement pour le mettre en garde.
Le 3 novembre, le directeur général de la Radio télévision ivoirienne (RTI), Kébé, est remplacé par Jean-Paul Dahily, réputé proche du Front populaire ivoirien (parti de Laurent Gbagbo). Ce remplacement s'est effectué manu militari, les FANCI le accompagnant ce dernier. Officiellement, Kébé est toujours en poste mais ne dirige plus la RTI.
Le président Chirac appelle son homologue ivoirien pour le mettre en garde contre tout dérapage sur les populations civiles, faute de quoi l'armée française interviendra.

### Lancement de l'opérationDignitécontre la rébellion
À partir du 4 novembre, les FANCI (forces ivoiriennes) lancent l'opération Dignité. Ils bombardent Bouaké et les positions des rebelles. Les forces françaises restent neutres; un poste français est toutefois bombardé, faisant 34 blessés. Au gouvernement dit de réconciliation nationale, seuls les ministres du FPI, le parti de Laurent Gbagbo, siègent encore, les ministres des autres partis ayant tous abandonné leurs postes. Les journaux qui n'ont pas l'aval du pouvoir présidentiel sont interdits.
Le 4 novembre, des hommes envoyés par le régime interrompent les émissions de Radio France Internationale (RFI), la BBC et Africa N°1. Un peu plus tard, deux anciens dirigeants de la RTI, Georges Aboké et Jean Paul Dahily, ainsi que Silvère Nebout, conseiller en communication du Président, prennent le contrôle de la RTI avec l'aide des FANCI.
L’eau, le téléphone et l’électricité, gérés depuis le Sud, sont coupés dans le Nord.
Plusieurs centaines de Jeunes Patriotes se rassemblent devant la base de Licorne pour exiger que la France désarme les rebelles.
Les locaux des journaux d'opposition sont attaqués par les Jeunes Patriotes.
Le 5 novembre, le gouvernement de réconciliation nationale se réunit sans les 28 ministres issus de l'opposition et sans le Premier ministre Seydou Diarra.

### Bombardement de Bouaké et ses conséquences
Le 6 novembre :
- à 13 heures 05 (heure locale), un Soukhoï Su-25, piloté par un mercenaire biélorusse, effectue deux passages à basse altitude au-dessus de l'école Descartes de Bouaké, qui sert de cantonnement à l'armée française, à 1 500 mètres de la position rebelle la plus proche. La position a été repérée par des drones de fabrication israélienne et télécommandés par les conseillers militaires israéliens en poste à Abidjan. Le chasseur lâche ses roquettes sur le poste de l'armée française, fait 9 morts et 37 blessés et tue également un civil américain appartenant à une ONG.
- Le général Bentégeat, chef d'état-major de l'armée française, ordonne la destruction des chasseurs. Cet ordre est étendu à l'ensemble des moyens aériens ivoiriens par Jacques Chirac.
- À 14 heures 20, une section du 2e RIMa met hors-de-combat les deux Soukhoï Su-25 avec des missiles Milan, alors qu'ils sont en train d'être recomplétés en armes et ravitaillés en carburant sur l'aéroport de Yamoussoukro. Un mécanicien est tué. Attaqués par un hélicoptère Mi-24, les Marsouins le repoussent par des tirs de mitrailleuse[23].
- Des manifestations hostiles aux Français débutent entre 14 et 15 heures, soit moins d'une heure trente après le bombardement de Bouaké, et avant que l'information de la riposte française soit diffusée par les médias ivoiriens.
- À 16 heures, des hommes portant les uniformes des FANCI, sans insignes ni grades, mènent un raid en 4x4 armés de RPG sur le cantonnement français de l'aéroport d'Abidjan, et endommagent un Transall. Cette attaque provoque une contre-offensive des soldats français présents, et la prise de contrôle de l'aéroport. Les forces aériennes ivoiriennes sont alors détruites : un BAC Strikemaster, deux autres Soukhoï Su-25 ainsi que deux hélicoptères MI-24. Les drones israéliens sont saisis. Six des assaillants ivoiriens sont morts dans la contre-offensive française[23].
- Immédiatement après, la foule envahit l'aérogare, et en commence le pillage, avant d'être repoussée par l'armée française, qui fait usage des armes.
- En fin d'après-midi, un raid d'hélicoptères français détruit deux hélicoptères Mi-25 et un Mi-8 dans l'enceinte du palais présidentiel de Yamoussoukro.

Des hélicoptères français ont durant la nuit du 6 au 7, repoussé la foule d'émeutiers par des tirs de semonce et d'arrêt. L'armée française ne compte que 500 hommes à Abidjan, et des renforts sont appelés du centre du pays, des forces prépositionnées au Gabon et de France.
Le 7 novembre, deux compagnies du 2e REP arrivent en renfort de Libreville ; dans la soirée une autre compagnie du régiment, deux compagnies du 126e RI ainsi que l'escadron 21/6 de gendarmerie mobile de Hyères débarquent de France. Elles occupent alors l'aéroport ainsi que le quartier des forces aériennes ivoiriennes. Onze aviateurs russes, biélorusses et ukrainiens sont alors arrêtés, et remis au consulat russe le 11 novembre. L'aéroport est remis en service par les militaires français de l'ALAT pour permettre l'arrivée des forces étrangères (Canadiens, Italiens, Espagnols, etc.) qui viennent évacuer leurs ressortissants.
Dans le même temps, une colonne de blindés du RICM fait route de Man vers l'ancienne capitale, en prévenant rebelles et FANCI de ce déplacement. Les FANCI dressent cependant plusieurs embuscades et ouvrent le feu sur le convoi français. Huit soldats ivoiriens sont tués et 15 blessés à Douékoué (l'un d'eux meurt de ses blessures) ; à l'entrée d'Abidjan, d'autres combats ont pu faire des victimes. La colonne française met environ 24 heures pour faire les 850 km de route, car elle a préféré discuter à certains barrages. Un hélicoptère français mitraille la résidence du chef de l'Etat ivoirien à Cocody. L'artillerie ivoirienne présente en ces lieux riposte mais un hélicoptère français la neutralise d'un missile Hot.
Ces destructions provoquent de violentes manifestations anti-françaises dès l'après-midi du 6, aggravées par la libération de 3 600 prisonniers de la Maison d'arrêt et de correction d'Abidjan (MACA). Les prisonniers « évadés » seront tenus responsables par Laurent Gbagbo des pires crimes commis pendant ces journées à l'encontre des Européens. Les manifestants, criminels et délinquants, mais aussi Jeunes patriotes auxquels des listes d'objectifs ont été distribuées, ont pillé les biens des Européens de Cocody, brûlé le lycée international Jean-Mermoz, poursuivi et agressé de nombreux étrangers, Occidentaux et Libanais (il y avait 40 000 Libanais en Côte d'Ivoire).
Le jour même, la RTI appelle les Ivoiriens à rejoindre l'hôtel Ivoire (lieu de regroupement des ressortissants français avant leur évacuation) avec des bonbonnes de gaz. Les militaires français protégeant l'hôtel Ivoire sont assaillis par une foule convoyée par les autobus de la Régie de transport abidjanaise. Des militaires ivoiriens, ainsi que des sympathisants de l'Alliance des jeunes patriotes sont présents. La gendarmerie n'envoie que 60 hommes pour canaliser les 40 000 manifestants, commandés par Georges Guiai Bi Poin. Les mouvements de foule, les tentatives de lynchage des Français et les tirs venant de cette foule et des soldats français font plusieurs morts. Un médecin de Cocody donne le chiffre de sept morts par balles. Les vedettes de la marine ivoirienne, passant par la lagune, ouvrent également le feu en direction de l'hôtel Ivoire.
Dans le week-end (selon le journal français Le Monde, édition du 8/11), des armes ont été distribuées aux étudiants de la FESCI (proche du FPI), d'après les propos d'Ivoiriens du nord vivant dans le quartier d'Abobo. D'après un article du Soir Info de nombreuses Libanaises ont été violées. Les locaux des journaux d'opposition (dont 24 H, Le Patriote, du RDR, le Nouveau Réveil et Le Libéral) et les radios non-gouvernementales (Radio France internationale, BBC, Africa no 1, La Voix de l'Amérique, ainsi que des stations FM ivoiriennes autonomes) sont mis à sac. Les émetteurs des radios sont détruits.
Le 8 novembre, dans le sud du pays, des membres de l'ethnie bété (celle de Laurent Gbagbo) pillent la ville de Gagnoa. Ces pillages dégénèrent et provoquent la mort de quatre à six personnes. Dans le même temps, à Abidjan, l'évacuation des Occidentaux commence. Plus de 8 000 d'entre eux quitteront ainsi la Côte d'Ivoire.
Le 9 novembre, les 46 conseillers militaires israéliens, qui géraient un centre de surveillance électronique et qui ont piloté les drones ayant servi à la reconnaissance avant le bombardement de Bouaké, quittent la Côte d'Ivoire. Ces conseillers militaires étaient présents depuis fin 2002 à Abidjan. Toujours le 9 novembre, le général Amos Yaron, directeur général de la Défense israélienne, promet l'arrêt de l'envoi d'armes à la Côte d'Ivoire.
Ces pillages et ces émeutes provoquent la démission des journalistes de neuf quotidiens de l'Union nationale des journalistes de Côte d'Ivoire, accusée de démissionner devant le pouvoir, et laissent pour des semaines l'opinion publique ivoirienne aux mains des médias pro-Gbagbo. Certains journaux ont pourtant réussi, le 22 novembre, à éditer un numéro commun.
Le 26 novembre, le Pr Richard Kadio affirme qu'il y eut plusieurs morts par étouffement lors des journées du 6 au 9, ainsi que des blessés aux pieds et aux mains arrachés (qu'il attribue à des grenades).

### Suites des événements du 4 au 9 novembre
Le 11 novembre, le cardinal Bernard Agré, archevêque d'Abidjan, affirme avoir vu les 64 morts victimes de la répression française, dont certains décapités, propos qui sont confirmés le 20 par Laurent Gbagbo sur un forum du Nouvel-Observateur.
Le 15 novembre, le conseil de sécurité des Nations unies, à la demande de la France, prend à l'unanimité la résolution 1572, interdisant le commerce des armes avec l'une ou l'autre des deux parties belligérantes, rebelles du nord ou forces gouvernementales. Plusieurs pays africains ont rendu plus sévère cette interdiction.
Le 17 novembre à Paris, une manifestation de soutien à Laurent Gbagbo a lieu place Victor-Hugo. Une d'importance similaire a lieu sur le Trocadéro, regroupant des opposants au président Gbagbo.
Au conseil des ministres du 18 novembre, 23 des 42 ministres sont présents. Le PDCI notamment envoie de nombreux ministres, alors que seuls deux des sept ministres du RDR (parti d'Alassane Ouattara) font le déplacement, officiellement pour « tester les conditions de sécurité ».
Le 20 novembre, le président Gbagbo, sur un forum du Nouvel-Observateur, affirme notamment qu'il estime que les accusations selon laquelle l'armée française s'est livrée à la décapitation de jeunes Ivoiriens, sont sans doute « vraies ».
Le 23 novembre, devant une certaine détente de la situation, les barrages de l'armée française à Abidjan sont levés.
Des ex-rebelles du Liberia et de Sierra Leone, armés par Charles Taylor et Foday Sankoh, ont fait mouvement vers les zones rebelles de Côte d'Ivoire. Ils coopèrent avec les FANCI.
À partir du 28 novembre, le gouvernement ivoirien, abandonnant la thèse des Jeunes patriotes décapités par l'armée française, produit des preuves et un témoignage de tir volontaire sur une foule de manifestants désarmés de la part de l'armée française. Ces images sont sujettes à contestation, car elles ne montrent pas ou mal les faits reprochés, et n'expliquent pas les blessés de l'armée française. Le bilan est revu à la baisse avec 57 morts. Le même jour, l'annonce est faite du dépôt, pour le lendemain, d'une plainte contre devant la Cour internationale de justice pour violation de l'accord de défense liant les deux pays et destruction de l'aviation ivoirienne. Le président Gbagbo y renoncera finalement.
Le 30 novembre, l'ambassadeur de France est bloqué à un barrage de jeunes gens armés, en soirée.
Le 1er décembre, en France, les partis de gauche, précédés par la Fédération internationale des droits de l'homme (FIDH) et la Ligue des droits de l'homme (LDH), ont déposé une demande de commission d'enquête parlementaire sur les agissements de l'armée française en Côte d'Ivoire. La FIDH et la LDH ont également demandé à Abidjan de rechercher les responsables des émeutes, en dénonçant la complicité des autorités ivoiriennes.
Le 4 décembre, Laurent Gbagbo, après une rencontre avec le président Thabo Mbeki qui s'était proposé comme médiateur, annonce la tenue d'un référendum sur la modification de l'article 35 de la Constitution (voir le texte sur Wikisource ici), projet adopté peu après par l'Assemblée nationale.
Le 7 décembre, à la suite de l'annonce de manifestations des Jeunes patriotes pour exiger le départ de l'armée française, Laurent Gbagbo interdit toute manifestation à Abidjan jusqu'au 10 mars.
Courant décembre, les Jeunes patriotes évacuent la Radio Télévision Ivoirienne. Celle-ci abandonne son statut de société d'économie mixte à celui de société d'État.
Le 23 décembre, une minorité de blocage à l'Assemblée nationale a empêché l'adoption d'une loi-cadre portant sur l'organisation des référendums. Cette loi aurait permis la révision de l'article 35 de la Constitution, qui empêche Alassane Ouattara de se présenter à l'élection présidentielle, par voie référendaire, et donc, après une réunification du pays.
Dans la nuit du 24 au 25 décembre, des hommes armés tuent seize villageois à Siégouékou, dans la préfecture de Gagnoa (à 300 km d'Abidjan et près du village natal de Laurent Gbagbo). Deux de ces hommes sont tués par la gendarmerie. Ce massacre est une nouvelle conséquence du litige foncier, dans cette région de la boucle du cacao occupée par l'ethnie bété.

## 2005
- Le 5 janvier, lors de la cérémonie des vœux aux armées, Jacques Chirac réitère sa position de soutien aux troupes françaises, rendant hommage à leur sang-froid et leur courage, leur discipline et leur détermination.

- Le 10 janvier, le président de la RTI, Kébé Yacouba retrouve son poste, alors que le changement de statut de la RTI prend effet : Oulaï Siéné, proche du FPI (présidentiel), est nommé président du conseil d'administration.

- Le 15 janvier, date à laquelle le désarmement des deux parties devait être constaté de part et d'autre, celui-ci n'est pas entamé.

- Le 18 janvier, le retrait d'un millier de soldats français envoyés en renfort de la Force Licorne commence et doit durer deux semaines.

- Le 23 janvier, les FANCI sont autorisées à remettre en état les aéronefs endommagés par l'armée française début novembre à Yamoussoukro, à condition qu'elles ne les réarment pas. Ils vont être transférés à Abidjan pour réparation, « en application de l'accord visant à éloigner du front les armes lourdes ».

- Le 6 avril, signature de l'accord de Pretoria entre MM. Bédié, Diarra, Gbagbo, Mbéki, Ouattara et Soro.

- En août, le président Thabo M'beki renonce à sa médiation : bien qu'ayant réussi à maintenir la trêve, il n'a pas réussi à faire avancer le règlement politique de la crise.

- Le 28 septembre, le président Gbagbo annonce que les élections qui devaient avoir lieu le 15 octobre sont annulées (dans la partie du pays qu'il contrôle encore).

- Le 27 décembre, la rébellion ivoirienne des Forces nouvelles (FN) menace, de ne pas siéger dans le gouvernement de transition dirigé par Charles Konan Banny si le Front populaire ivoirien (FPI) du président Laurent Gbagbo obtient les trois ministères des Finances, de la Défense et de la Sécurité.

- Le soir du 1er décembre, la caserne de gendarmerie d’Agban est attaquée à Abidjan.

## 2006
- Le 2 janvier, ce sont les camps d'Akouédo, casernes d'infanterie et du bataillon de commandos parachutistes, situés à Abidjan, qui sont attaqués à l’arme lourde, vers 5h30. Après avoir pris le contrôle du camp, les rebelles sont rapidement repoussés à l’aide de renforts. Le bilan est de trois morts pour les FANCI et de dix morts chez les rebelles.
- Le 28 février, un sommet extraordinaire réunissant tous les protagonistes de la crise ivoirienne - la première rencontre en terre ivoirienne des principaux leaders depuis le début de la guerre civile, en septembre 2002 - s'est ouvert à Yamoussoukro, la capitale officielle du pays, en présence du Président de la République, Laurent Gbagbo, du Premier ministre, Charles Konan Banny, du chef des rebelles, Guillaume Soro, et des dirigeants des deux principaux partis d'opposition, l'ex-Premier ministre Alassane Ouattara et l'ancien chef de l'État Henri Konan Bédié. Cette rencontre suscite de grands espoirs dans la population, qui souhaite que soit trouvée rapidement une issue au conflit.

## 2007
- Le 4 mars 2007, signature de l'accord politique de Ouagadougou au Burkina Faso entre Laurent Gbagbo et Guillaume Soro sous l'égide du président du Burkina Faso Blaise Compaoré.
- Le 27 mars 2007, signature du 1er accord complémentaire à l'accord politique de Ouagadougou.
- Le Premier ministre ivoirien Guillaume Soro échappe le 29 juin à un attentat à la roquette lors de l'atterrissage de l'avion dans lequel il arrivait à Bouaké. Quatre des membres d'équipage sont décédés et plusieurs autres voyageurs sont grièvement blessés.
- Flamme de la paix, 30 juillet 2007
- Le 28 novembre 2007: signature des 2e et 3e accords complémentaires à l'accord politique de Ouagadougou.

## 2008
- Le 2 décembre 2008: signature du 4e accord complémentaire à l'accord politique de Ouagadougou.